# Alex Pullin
Alex Pullin (Mansfield, 20 settembre 1987 – Gold Coast, 8 luglio 2020) è stato uno snowboarder australiano.

## Biografia
Specialista dello snowboard cross, ha esordito in Coppa del Mondo di snowboard il 17 febbraio 2007 a Furano, in Giappone. È stato campione del mondo nello snowboard cross e vincitore della Coppa del Mondo di specialità. Nel 2018 ha preso parte ai XXIII Giochi olimpici invernali a Pyeongchang, concludendo la gara di snowboard cross in sesta posizione in seguito ad una caduta in finale.
È morto annegato nel luglio 2020 all'età di 32 anni, mentre stava facendo pesca subacquea in apnea sulla Gold Coast nel Queensland.

## Palmarès

### Mondiali
- 3 medaglie:
  - 2 ori (snowboard cross a La Molina 2011; snowboard cross a Stoneham 2013)
  - 1 bronzo (snowboard cross a Sierra Nevada 2017)

### Mondiali juniores
- 1 medaglia:
  - 1 bronzo (snowboard cross a Bad Gastein 2007)

### Coppa del Mondo
- Miglior piazzamento in classifica generale: 5º nel 2011
- Vincitore della Coppa del Mondo di snowboard cross nel 2011 e nel 2013
- 20 podi:
  - 9 vittorie
  - 4 secondi posti
  - 7 terzi posti

#### Coppa del Mondo - vittorie
| Data              | Luogo          | Paese     | Disciplina |
| ----------------- | -------------- | --------- | ---------- |
| 12 marzo 2010     | Valmalenco     | Italia    | SBX        |
| 25 marzo 2011     | Arosa          | Svizzera  | SBX        |
| 9 marzo 2013      | Arosa          | Svizzera  | SBX        |
| 16 marzo 2013     | Veysonnaz      | Svizzera  | SBX        |
| 15 marzo 2015     | Veysonnaz      | Svizzera  | SBX        |
| 20 marzo 2016     | Baqueira-Beret | Spagna    | SBX        |
| 12 febbraio 2017  | Feldberg       | Germania  | SBX        |
| 9 settembre 2017  | Cerro Catedral | Argentina | SBX        |
| 10 settembre 2017 | Cerro Catedral | Argentina | SBX        |

Legenda:

SBX = Snowboard cross